# Padma Shri

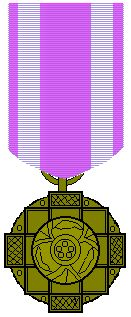
Padma Shri-medaljen

Padma Shri (med devanagari: पद्म श्री) är den fjärde högsta civila utmärkelsen i Indien. Den instiftades år 1954. Utmärkelsen hör till de så kallade Padmautmärkelserna. Padma Shri utgör tillsammans med den tredje högsta utmärkelsen Padma Bhushan och den andra högsta utmärkelsen Padma Vibhushan det som delas ut årligen på Republikens dag den 26 februari i Indien. Det är de högsta utmärkelserna i Indien och Padma Shri delas ut för en framstående tjänstgöring..
Kandidater till Padma Shri kan föreslås av bland annat delstaternas och union territoriernas regeringar, federala departement, ministrar och nationella institutioner. En kommitté annonserar utmärkelsers mottagare på Republikens dags afton..
Mottagandet av Padma Shri leder inte till rätten att använda några honorärstitlar, liksom "shri".